# Kiprono Mutai
Kiprono Mutai Chemwolo, mais conhecido como Kiprono Mutai (23 de dezembro de 1986 - 14 de fevereiro de 2009), foi um maratonista queniano. Foi o vencedor da Meia Maratona de São Paulo e terceiro colocado na Corrida Internacional de São Silvestre do mesmo ano.
Mutai faleceu aos 22 anos, vítima de um acidente de carro durante uma viagem que fazia entre as cidades quenianas de Eldoret e Kapsait.